# Don Galaz de Buenos Aires
Don Galaz de Buenos Aires es la primera novela del escritor argentino Manuel Mujica Láinez. Fue publicada en 1938.
La obra, ambientada en Buenos Aires durante el siglo XVII, cuenta la historia de Galaz de Bracamonte, un adolescente de 17 años, huérfano y paje de un obispo. La novela está escrita con la ironía, el detallismo histórico y una prosa refinada que caracterizarán la obra posterior de Mujica Láinez.